# Крепјер
Крепјер (фр. Crespières) је насељено место у Француској у региону Париски регион, у департману Ивлен.
По подацима из 2011. године у општини је живело 1568 становника, а густина насељености је износила 105,16 становника/km².

## Демографија
| 1962. | 1968. | 1975. | 1982. | 1990. | 2011. |
| ----- | ----- | ----- | ----- | ----- | ----- |
| 663   | 627   | 1.012 | 1.412 | 1.506 | 1.568 |